# Alájar
Alájar es un municipio español de la provincia de Huelva, Andalucía. Da nombre al puerto de montaña más alto de la provincia de Huelva, con 837 metros de altitud, que separa los términos municipales de Alájar y de Castaño del Robledo. Cuenta con una población de 791 habitantes (INE 2024).

## Turismo
La Peña de Arias Montano, donde se retiró a descansar Benito Arias Montano después de sus trabajos sobre la Biblia Políglota y su participación en el Concilio de Trento, recibe cada año numerosos visitantes. En ella se encuentra el busto del gran humanista y teólogo del siglo XVI, cincelado por Eugenio Hermoso con motivo de su centenario en 1927.

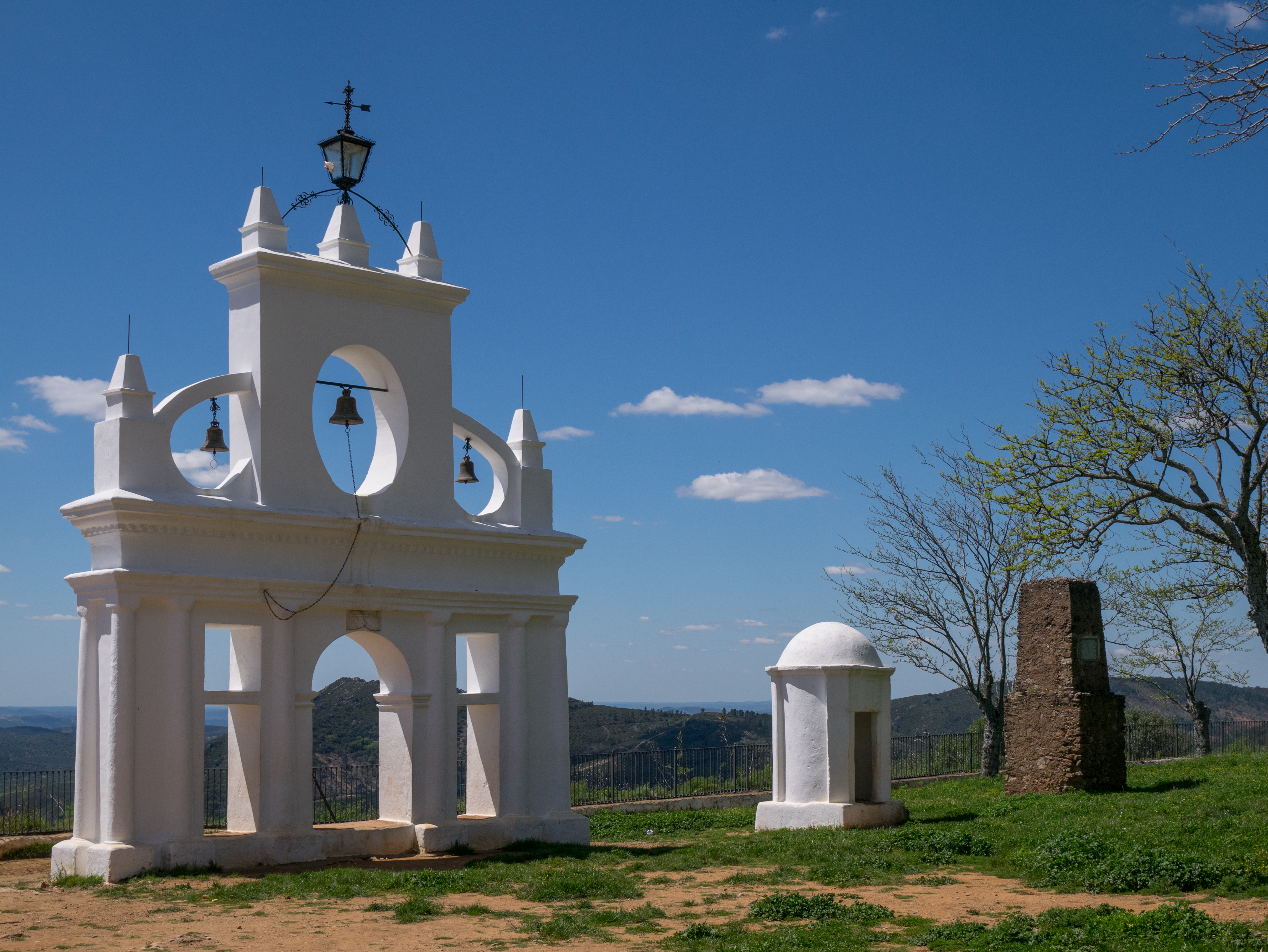
Campanario de la Ermita Reina de los Ángeles

En 2011, Bollywood se fijó en esta pequeña población con la película Sólo se vive una vez, de la directora Zoya Akhtar.

## Monumentos

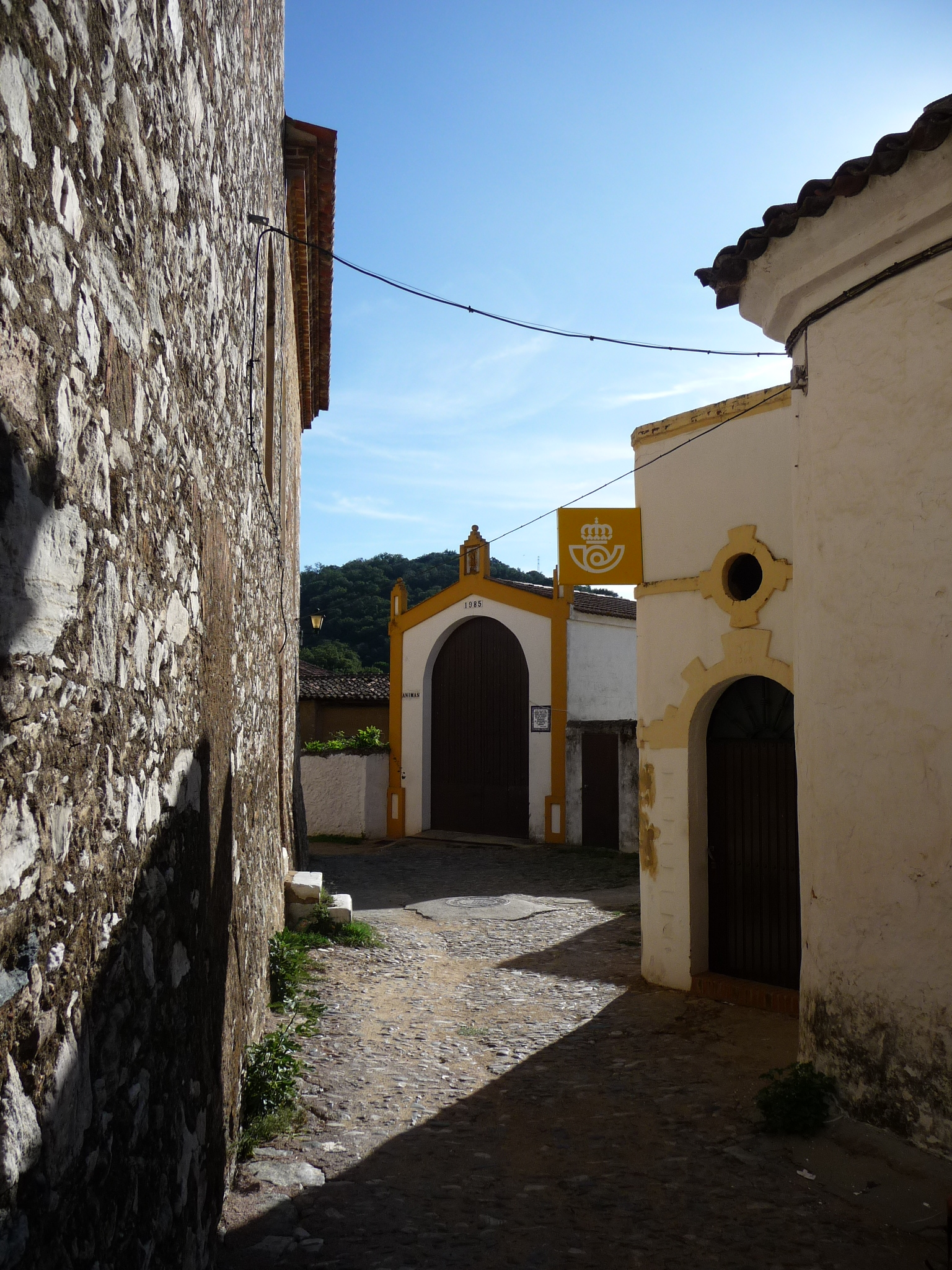
Capilla

Destacan, además de la Iglesia de San Marcos y la Ermita de San Bartolomé:

### Monumento Natural "Peña de Arias Montano"

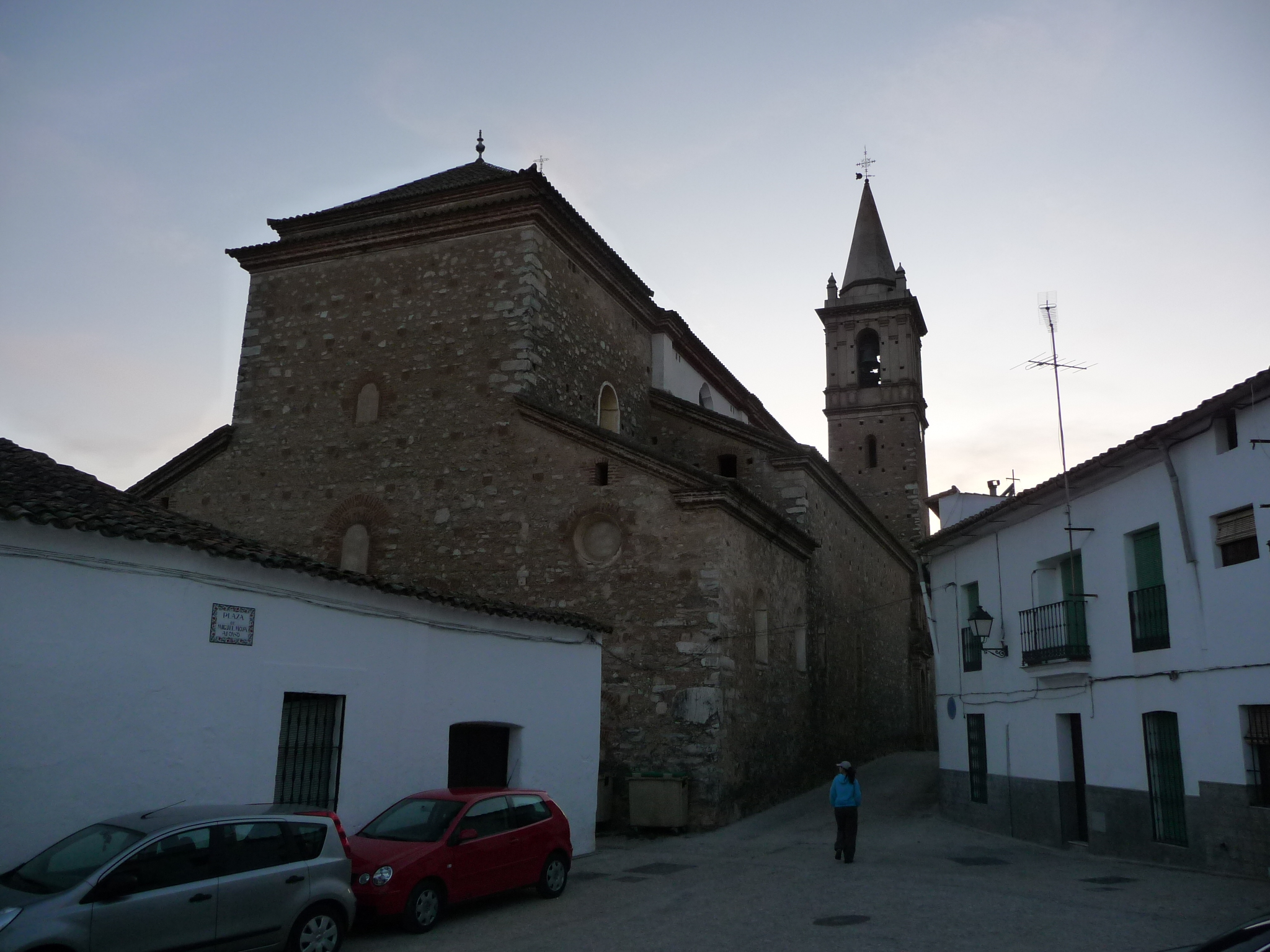
Iglesia de San Marcos, alrededor de la cual se agrupa el pueblo de Alájar.

Monumento Natural Peña de Arias Montano o Peña de Alájar es un monumento de la naturaleza de gran valor paisajístico e histórico. Aquí vivió el famoso humanista Benito Arias Montano, que le dio nombre, por eso hoy día se conoce con el nombre de Peña de Arias Montano. Ofrece unas vistas increíbles de Alájar y todo hacia el sur de la provincia de Huelva. Debajo es un entramado de cuevas entre las que destaca el Palacio Oscuro. Y un abrigo con pila bautismal paleocristiana del siglo VI, conocida como "Bañera de la Reina" por ser una pila de bautismo de cuerpo entero.

### Ermita de la Reina de los Ángeles
Ermita de la Reina de los Ángeles o Ermita de Nuestra Señora de los Ángeles situada dentro de la Peña de Alájar. Esta ermita del siglo XVI es un heterogéneo edificio formado por agregaciones a un pequeño templo. Consta de nave, presbíterio y camarín, además de sacristía, vivienda y anexos. La nave, con fuertes deformaciones en planta, tiene dos arcos transversales apuntados, que arrancan de pilares adosados.

### Portada almohadillada
Situada delante de la Ermita. Consta de dos semicolumnas y un arco, además de las mochetas en derrame y unos arranques de muros a modo de contrafuertes. Carece de referencia histórica, sin embargo su filiación está muy clara dentro de la Arquitectura Renacentista. 

### Espadaña y garitas
Situada al borde de la meseta donde se asienta la ermita de la Reina de los Ángeles, en la Peña de Arias Montano se encuentra una pintoresca espadaña, acompañada por sendas garitas apilastradas, de planta circular y bóveda de media naranja. La espadaña consta de dos niveles: el inferior presenta una composición simétrica a base de seis semicolumnas empotradas en cada cara que enmarcan un arco de medio punto, sendos huecos adintelados con ventanas cuadradas encima y finalmente dos macizos.
Las columnas van sobre pedestales independientes y lleva unos sucintos capiteles. El piso alto está constituido por un macizo central paralelepipédico con una ventana central ovalada. Tres campanas y un pintoresco farol completan la obra.

## Fiestas
-El primer domingo de junio, fiesta de la Santísima Trinidad, es costumbre que los habitantes de Alájar acudan a escuchar la misa de doce, tras lo cual tradicionalmente se realiza una comida en el campo.
-Fiesta Local y romería de la fiesta de los Ángeles: durante los días 6, 7 y 8 de septiembre (declarada de Interés Turístico Nacional).
-Festividad del voto: se celebra el sábado y domingo siguiente a la romería del 8 de septiembre.
-Romería de San Bartolomé: se celebra el penúltimo fin de semana de agosto.
-Fiesta de Ntra. Sra. de la Salud: el último fin de semana de agosto.
-Fiesta de San Marcos: el domingo más cercano al 25 de abril.
-Pregón de San Bartolomé: celebrado el último fin de semana de julio o el primero del mes de agosto.
-Pregón de la Reina de los Ángeles: se celebra a principios del mes de agosto.

## Aldeas
Alájar llegó a contar en el siglo XIX con 8 aldeas. Actualmente están pobladas únicamente 4: El Calabacino, El Collado, El Cabezuelo y Los Madroñeros. Entre las aldeas desaparecidas están La Umbría, Casas de Arriba y Los Llanos.

## Demografía
Alájar cuenta con una población de 791 habitantes (INE 2024).
| Gráfica de evolución demográfica de Alájar entre 1842 y 2021                                                        |
| |
| Población de derecho según los censos de población del INE Población de hecho según los censos de población del INE |

## Economía

### Evolución de la deuda viva municipal
| Gráfica de evolución de Deuda viva del Ayuntamiento de Alájar entre 2008 y 2022                                |
| |
| Deuda viva del Ayuntamiento de Alájar en miles de Euros según datos del Ministerio de Hacienda y Ad. Públicas. |

## Personas notables
- Juan López-Rubio Pérez (1829-1913). Empresario, farmacéutico.
- Julio De los Reyes (1954-2015). Ingeniero.